# Davallada de la natalitat durant la pandèmia de COVID-19
La davallada de la natalitat durant la pandèmia de COVID-19 va esdevenir fruit de la pandèmia de COVID-19, primer identificada el desembre del 2019, va comportar en molts països un col·lapse de naixement de nadons i una davallada significativa en la taxa de natalitat i una recessió econòmica. Se'n van observar mínims històrics a Itàlia, el Japó, Corea del Sud, Anglaterra i Gal·les. França va experimentar la taxa de natalitat més baixa d'ençà de la Segona Guerra Mundial. La de la Xina va caure un 15 % el 2020. A més, segons un report dels Centres per al Control i la Prevenció de Malalties, els Estats Units van registrar una disminució del 4 % entre 2019 i 2020, la més baixa que havien tingut des del 1979.

## Causes
Al llarg dels anys, s'ha evidenciat que els esdeveniments d'alta mortalitat acostumen a produir una reducció en la quantitat de concepcions, com posen en relleu les taxes de natalitat d'arreu del món nou mesos després de la pandèmia. El març del 2020, el recercador estatunidenc Lyman Stone va suggerir que la pandèmia de COVID-19 faria minvar notablement la taxa de natalitat per la baixa taxa de letalitat que presenta la malaltia. Com a suport de la postura, va citar moments històrics en què l'alta taxa de mortalitat motiva un augment en la taxa de natalitat per a compensar la pèrdua de població esdevinguda.
Un report de l'Institució Brookings publicat el juny de 2020 va preveure una pèrdua de 300 000 a 500 000 naixements als Estats Units; correlacionava l'activitat laboral i la taxa de natalitat, com es va comprovar en la Gran Recessió del 2007 al 2012, a banda de preocupacions generals de salut pública, com es va veure en la taxa de natalitat durant la Pandèmia de grip de 1918.
Al principi, alguns van augurar sense fonaments l'inici d'un baby boom, probablement basant-se en els mites dels pics de la taxa de natalitat observats nou mesos després de fets com talls d'energia i tempestes de neu durant els quals les persones estan confinades a l'interior.

## Demografia
Segons llurs paràmetres etnoracials, la taxa de natalitat dels Estats Units va disminuir un 4 % en les dones blanques i negres, un 3 % en les hispanes, un 6 % en les indígenes i un 8 % en les asiàtiques americanes. Pel que fa a l'edat, la franja de les adolescents va ser la més afectada de totes en taxa de natalitat amb una caiguda del 8 %, enfront d'una baixada del 6 % en el cas de les dones entre els 20 i els 24 anys, i una davallada del 4,8 % de les dones entre els 20 anys i els premenopàusics.